# Huihe, Anhui
Huihe (kinesiska: 灰河) är en socken i östra Kina. Den ligger i stadsdistriktet Jiao i staden Tongling i provinsen Anhui, omkring 110 kilometer söder om provinshuvudstaden Hefei. Antalet invånare är 5109. Befolkningen består av 2 540 kvinnor och 2 569 män. Barn under 15 år utgör 15,0 %, vuxna 15-64 år 72 %, och äldre över 65 år 11,0 %.